# Campeonato Nacional da 1.ª Divisão de Andebol 1957–58
O Campeonato Português de Andebol Masculino (Seniores) de 1957/58 foi a 6ª edicão, competição organizada pela Federação de Andebol de Portugal. Campeonato com o concurso dos dois primeiros dos regionais de Lisboa e Porto. Nesta competição os árbitros foram das regiões dos clubes visitados e os recintos onde se efectuaram os jogos, Campo de Ourique - Lisboa e Constituição - Porto, foram para todos os efeitos considerados neutros. O FC Porto conquistou o seu 3º Título. (2º consecutivo - Bicampeão).

## Campeonato Nacional
| Pos | Equipa      | J | V | E | D | GM | GS | Diff | Pts |
| --- | ----------- | - | - | - | - | -- | -- | ---- | --- |
| 1   | FC Porto    | 6 | 4 | 1 | 1 | 78 | 62 | +16  | 9   |
| 2   | Sporting CP | 6 | 4 | 0 | 2 | 84 | 62 | +22  | 8   |
| 3   | Salgueiros  | 6 | 2 | 0 | 4 | 59 | 78 | -19  | 4   |
| 4   | Belenenses  | 6 | 1 | 1 | 4 | 73 | 92 | -19  | 3   |